# Eretria
Eretria (griechisch Ερέτρια [ɛˈrɛtria] (f. sg.)) ist eine Stadt an der Westküste der Insel Euböa. Sie befindet sich südlich von Chalkida. Um 500 v. Chr. war die Stadt ein wichtiges Zentrum, büßte jedoch ihre Bedeutung bereits in der Antike ein. Die Ausgrabungen des antiken Eretria wurden in den 1890ern begonnen und werden seit 1964 von der griechischen archäologischen Behörde und der Schweizerischen Archäologischen Schule in Griechenland durchgeführt. Die heutige Stadt Eretria ist eine Neugründung kurz nach dem griechischen Unabhängigkeitskrieg 1821.

## Das antike Eretria

### Erste Siedlungsspuren aus prähistorischer Zeit
Wenige Reste von Keramik und Steinwerkzeugen, die auf der Akropolis und in der Küstenebene gefunden wurden, deuten auf die Besiedlung des Gebietes von Eretria bereits in der späten Jungsteinzeit (ca. 3500–3000 v. Chr.) hin. Fehlende archäologische Befunde erlauben jedoch keine Schlüsse über die Art der Behausungen. Beim heutigen Forschungsstand ist davon auszugehen, dass erst im Frühhelladikum (ca. 3000–2000 v. Chr.) eine feste Siedlung in der Ebene existierte, wie dies diverse Funde und Befunde (Keramik und Steinwerkzeuge, Reste eines Speichers) bezeugen. Um 2000 entstand in diesem Küstenabschnitt eine Lagune, das Gebiet blieb während fast tausend Jahren verlassen. Auf der Anhöhe der Akropolis entwickelte sich im Mittelhelladikum (ca. 2000–1600 v. Chr.) eine prosperierende Siedlung mit Häusern, Straßen und Felsgräbern. Für die mykenische Zeit (ca. 1600–1050 v. Chr.) ist das Fortbestehen der Oberstadt gesichert. Neben den – im Vergleich zum Mittelhelladikum allerdings weitaus geringeren – Keramikfunden konnte man die Reste eines Beobachtungspostens identifizieren.

### Vomoikoszur städtischen Organisation in geometrischer Zeit
Fehlende archäologische Zeugnisse lassen die Vermutung zu, dass Eretria einen längeren Zeitraum während der Dunklen Jahrhunderten, d. h. in protogeometrischer Zeit (spätes 11.–10. Jahrhundert v. Chr.), verlassen oder nur sehr spärlich besiedelt war. Aus dem 9. Jahrhundert v. Chr. sind einige Gräber und Keramik fassbar, die dazugehörende Siedlung ist nach wie vor unbekannt. Die äußerst dünne Besiedlung ist sehr wahrscheinlich auf die ausgedehnten Sümpfe und wechselnden Wasserläufe zurückzuführen. Im 8. Jahrhundert v. Chr. entwickelte sich allmählich in der Ebene zwischen der Küste und der Akropolis eine größere Siedlung, ohne jedoch ein zusammenhängendes Stadtgefüge zu bilden. Der soziale und wirtschaftliche Lebensraum war der oikos, der aus zu einer Familie gehörigen Häusergruppen bestand. Zu solchen familiären Gemeinschaften gehörten wohl auch die im Stadtgebiet verstreuten, in Gruppen angeordneten Gräber, wie z. B. das in das ausgehende 8. Jahrhundert v. Chr. datierende reich ausgestattete Grab im Westen der Stadt, über dem in archaischer Zeit ein Heroon erbaut wurde. Einer der frühen bedeutenden Bauten, das Heiligtum des Apollon Daphnephoros, wurde um 750 v. Chr. im Zentrum von Eretria errichtet. Wo zuvor einzelne, kleinere Gebäude standen, die als Werkstätten und für Bankette genutzt wurden, entstand ein monumentales Langhaus, das kultischen Handlungen diente.
Bei der griechischen Kolonisation des östlichen und westlichen Mittelmeerraums im 8. Jahrhundert v. Chr. kam den euböischen Städten, insbesondere Chalkis und Eretria, eine führende Rolle zu. Frühe ständige Handelsniederlassungen wurden an der nordsyrischen Küste (Al Mina, Tell Sukas) und in Unteritalien eröffnet. Auf Ischia (Pithekoussai), im Golf von Neapel (Kyme) und auf Sizilien (Zankle) – um nur einige zu nennen – entstanden bedeutende Kolonien. Auch in der Region der Chalkidike im Norden Griechenlands wurden Kolonien (Mende, Methone) gegründet.

### Die Entwicklung der Polis in archaischer Zeit

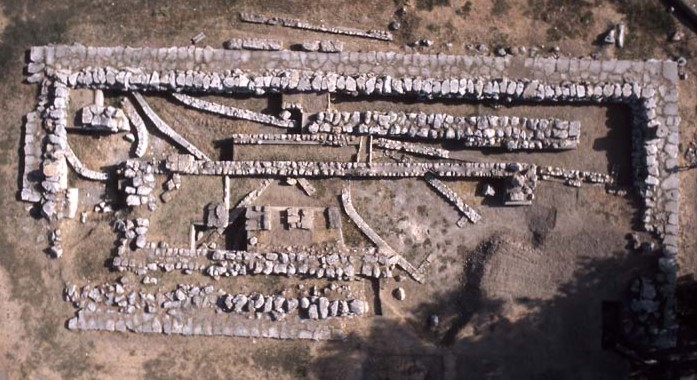
Apollon-Daphnephoros-Heiligtum

Obgleich Eretria sehr wahrscheinlich im legendären Lelantischen Krieg gegen die Chalkider eine Niederlage erfahren hatte, entwickelte sich die Stadt in archaischer Zeit (700–490 v. Chr.) zu einer florierenden Polis. Über den spätgeometrischen Gräbern im Westen entstand zu Beginn des 7. Jahrhunderts v. Chr. das Heroon. Gegen die nach ausgiebigen Regenfällen häufig auftretenden Überschwemmungen wurde um 680 v. Chr. im Bereich des Westtors ein Kanal angelegt, um das aus Nordwesten vom Voudochi herabströmende Wasser nach Osten umzuleiten. In der Mitte des 7. Jahrhunderts v. Chr. wurde im Heiligtum des Apollon Daphnephoros der ältere Apsidialbau durch einen monumentalen ionischen Hekatompedon ersetzt. Im 6. Jahrhundert v. Chr. hielt die Blüte der Polis an, um 550 v. Chr. entstand ein erster Befestigungsgürtel, der die Stadt, die Akropolis und wahrscheinlich auch den Hafen umgab. Der aus den Bergen kommende Wasserlauf wurde wieder in sein ursprüngliches Bett entlang der Westmauer geleitet, das Heroon wurde erneuert und im Herzen der Stadt die Agora angelegt. Gegen 510 v. Chr. wurde im Apollon-Heiligtum der ca. 530 begonnene Bau eines dorischen Peripteros fertiggestellt, dessen Westgiebel eine Amazonomachie mit Athena in der Mitte zeigte (siehe Athena von Eretria), wovon nur die Entführungsgruppe mit Antiope und Theseus, ein Meisterwerk der griechischen Skulptur, erhalten ist.

### Eretria in klassischer Zeit
Im Verlauf des 5. und 4. Jahrhunderts. v. Chr. erlebte Eretria eine wechselvolle Zeit, in der Krieg und Zerstörung sowie friedliche Abschnitte der Prosperität aufeinanderfolgten. Infolge der Beteiligung Eretrias am Aufstand der Ionier gegen die Perser wurde die Stadt während des ersten Perserzugs unter König Dareios I. (549–486 v. Chr.) 490 v. Chr. erobert und die Tempel niedergebrannt. Die verschleppten Eretrier wurden Dareios in Susa vorgeführt und im Land Kissia auf einem Landgut des Dareios mit dem Namen 'Arderikka' angesiedelt. Die Stadt erholte sich aber offenbar relativ rasch wieder, da sie bereits 480 v. Chr. den Kampf gegen den in Griechenland einmarschierenden Xerxes I. (um 519–465 v. Chr.) unterstützte.
Nach dem misslungenen Aufstand der euböischen Städte gegen Athen im Jahr 446 v. Chr., spätestens jedoch nach der zweiten fehlgeschlagenen Revolte von 424 v. Chr. gelangte Eretria unter die Vorherrschaft Athens. In dieser Zeit entstanden im Westen der Polis, über dem Heroon, bescheidene Privatbauten (Haus I), im Zentrum wurde auf der Agora die Oststoa erneuert. In einer Seeschlacht vor Eretria gelang es 411 v. Chr. der spartanischen Flotte mit der Unterstützung der Bevölkerung Eretrias, die athenischen Schiffe zu zerstören. Nach der Befreiung von der Hegemonie Athens setzte ein neuer Aufschwung der Polis ein, der in der ersten Hälfte des 4. Jhs. v. Chr. durch zahlreiche städtebauliche Projekte zum Ausdruck kommt: 400 v. Chr. wurde die archaische Stadtmauer erneuert und mit Türmen und Toren ausgestattet, im Hafen wurde eine Mole angelegt. Auf der Agora entstanden die klassische Oststoa und die Tholos; nördlich davon wurde ein öffentlicher Brunnen gebaut. Von der kultischen Erneuerung zeugt der Bau des Thesmophorions (Thesmophorion 2) am Südabhang der Akropolis. Der Aufschwung schlug sich schließlich auch in der Privatarchitektur nieder, wie die prächtigen Häuser im Westquartier (Haus II, IV) oder das um 370 errichtete Mosaikenhaus (später, vermutlich im Chremonideischen Krieg 267–263 v. Chr., durch Feuer zerstört) belegen. Die Stadterneuerung wurde auch in der zweiten Hälfte des 4. Jahrhunderts v. Chr. mit einer Reihe von Neubauten fortgesetzt: Im Norden des Westquartiers erhob sich neben dem Theater der dorische Peripteros des Dionysostempels (ca. 350 v. Chr.), am Südfuß der Akropolis entstand das Gymnasion. Das im Südosten der Stadt wohl Ende des 4. Jahrhunderts errichtete Iseion zeugt von den erstarkten Handelsbeziehungen zwischen Eretria und Ägypten. Sehr wahrscheinlich noch im 4. Jahrhundert v. Chr. entstand nordöstlich des Iseions auch die Palaistra.

### Eretria unter makedonischem Einfluss

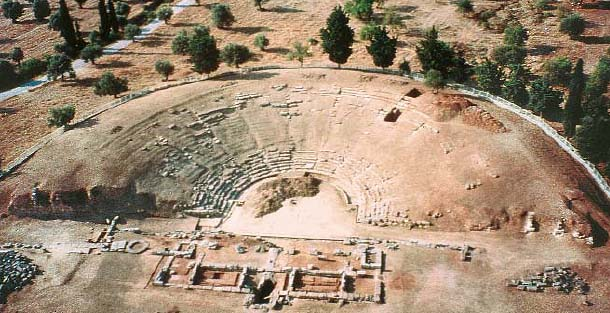
Das Theater

Mit der Niederlage der Griechen gegen die Makedonier in der Schlacht von Chaironeia 338 v. Chr. setzte der makedonische Einfluss in Eretria ein, zuerst unter Philipp II. von Makedonien (382–336 v. Chr.), dann unter seinem Sohn Alexander dem Großen (356–323 v. Chr.) und dessen Nachfolgern. Zwischen 322 v. Chr. (Lamischer Krieg) und 267 v. Chr. (Chremonideischer Krieg) genoss Eretria unter der Verwaltung des Philosophen Menedemos (um 345/340–263 v. Chr.), dem Begründer der sogenannten eretrischen Schule, eine gewisse Unabhängigkeit, die mit einer erneuten kulturellen Blüte verbunden war: Um 300 v. Chr. wurde das Theater erneuert und im Süden der Stadt entstanden neue Badeanlagen. Im 2. Makedonischen Krieg wurde Eretria 198 v. Chr. von den Römern besiegt, erobert und geplündert. Obwohl in der Stadt einige Quartiere wieder aufgebaut und zahlreiche öffentliche Gebäude wie das Theater, das Gymnasion, die Tholos, die Bäder, das Iseion und die Palaistra weiter in Gebrauch waren, erreichte Eretria nicht mehr die Blüte vorangehender Jahrhunderte.

### Eretria in römischer Zeit
Als Folge des Achäischen Kriegs gerieten die griechischen Städte 146 v. Chr. unter römische Kontrolle; sie behielten jedoch eine gewisse Autonomie. Erst im Jahr 27 v. Chr. wurden sie durch die Gründung der Provinz Achaea ins Römische Reich eingegliedert. Während des 1. Mithridatischen Kriegs (87–86 v. Chr.) ergriff Eretria Partei für den König von Pontos, Mithridates VI. (um 130–63 v. Chr.), und unterlag der Armee des römischen Generals L. Cornelius Sulla (138–78 v. Chr.). Aufgrund der archäologischen Befunde ist davon auszugehen, dass Eretria im Jahr 86 v. Chr. zu einem gewissen Teil zerstört wurde. Nach der Unterstellung Eretrias unter die Vorherrschaft Athens durch Marcus Antonius (um 82–30 v. Chr.) wurde der Stadt im Jahr 21 v. Chr. von Kaiser Augustus (63 v. Chr.–14 n. Chr.) eine Teilautonomie gewährt, die ihr zu einem wirtschaftlichen Aufschwung verhelfen sollte: In der Nähe des Mosaikenhauses entstanden zahlreiche Werkstätten, am Kreuzpunkt der beiden Hauptstraßen das für den Kaiserkult bestimmte Sebasteion, des Weiteren wurden das Gymnasion sowie das Theater wieder instand gesetzt. Zwischen dem 1. und 3. Jahrhundert n. Chr. scheint Eretria nur noch ein bescheidener Flecken am Fuß der Akropolis gewesen zu sein, die Nekropolen befanden sich in jener Zeit im Umfeld der klassischen Agora. Obwohl Eretria noch bis Ende des 2. Jahrhunderts. n. Chr. Münzen prägte, verlagerte sich das politische und wirtschaftliche Zentrum allmählich nach Porthmos (Aliveri).

### Eretria in spätantiker Zeit
Die spätantike Zeit ist in Eretria nicht genau fassbar. Nach einem starken Erdbeben im Jahr 365 scheint der Ort nur noch vereinzelt besiedelt gewesen und spätestens nach dem Erdbeben von 511 verlassen worden sein. Mit Ausnahme einiger Mauerreste, eines Gebäudes, eines Brunnens sowie eines Fragments einer Chorschranke, das auf die Existenz einer Kirche im Bereich des Apollontempels hindeutet, liegt die Struktur der Siedlung beim heutigen Forschungsstand weitgehend im Dunkeln. Es ist davon auszugehen, dass zahlreiche ältere Gebäude weiterhin genutzt wurden. Besser bekannt sind hingegen einige Gräber entlang der antiken Straßen und an Kreuzungen sowie in unmittelbarer Nähe der antiken Tempel: im Bereich des Sebasteions, das zwischen dem 4. und 6. Jahrhundert von Christen zerstört wurde, sowie im Umfeld des Apollon-Heiligtums.

## Eretria heute

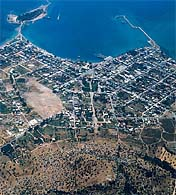
Eretria

Das moderne Eretria wurde nach der griechischen Unabhängigkeit wieder gegründet und ist heute ein beliebter Urlaubsort. Die Schweizerische Archäologische Schule in Griechenland, die die Ausgrabungen des antiken Eretria durchführt, hat ein archäologisches Museum eröffnet, das Funde aus den Ausgrabungen von Eretria und Lefkandi zeigt.
Der Ort ist von Attika aus mit der Fähre oder über Chalkida mit dem Auto erreichbar. Er ist eine wichtige Station auf dem Weg in den Süden der Insel Euböa mit vielen Tavernen und einer weitläufigen Strandpromenade. Die archäologischen Ausgrabungen befinden sich am nördlichen Stadtrand.

### Gliederung
Mit der Eingemeindung der Nachbargemeinde Amarynthos wurde das Gemeindegebiet erheblich erweitert. Eretria gliedert sich heute in 2 Gemeindebezirke mit je drei Stadtbezirken und Ortsgemeinschaften (Einwohnerzahlen aus dem Ergebnis der Volkszählung 2011):
- Gemeindebezirk Amarynthos – Δημοτική Ενότητα Αμαρύνθο – 6.723 Einwohner
  - Stadtbezirk Amarynthos – Δημοτική Κοινότητα Αμαρύνθου – 3.672 Einwohner
    - Amarynthos – Αμάρυνθος – 3.647 Einwohner
    - Galazia Nera – Γαλάζια Νερά – 25 Einwohner

  - Stadtbezirk Gymno – Δημοτική Κοινότητα Γυμνού – 2.033 Einwohner
    - Gymno – Γυμνο – 2.008 Einwohner
    - Metamorfosi – Μεταμόρφωση – 22 Einwohner

  - Ortsgemeinschaft Ano Vathia – Τοπική Κοινότητα Άνω Βάθειας – 468 Einwohner
    - Ano Vathia – Άνω Βάθεια – 372 Einwohner
    - Koukaki – Κουκάκι – 83 Einwohner
    - Kloster Agios Nikolaos – Μονή Αγίου Νικολάου – 13 Einwohner

  - Ortsgemeinschaft Kallithea – Τοπική Κοινότητα Καλλιθέας
    - Kallithea – Καλλιθέα – 458 Einwohner

  - Ortsgemeinschaft Seta – Τοπική Κοινότητα Σέτας – 92 Einwohner
    - Seta – Σέτα – 60 Einwohner
    - Kato Seta – Κάτω Σέτα – 32 Einwohner
- Gemeindebezirk Eretria – Δημοτική Ενότητα Ερέτριας – 6.330 Einwohner
  - Stadtbezirk Eretria – Δημοτική Κοινότητα Ερέτριας
    - Agia Triada – Αγία Τριάδα (unbewohnte Insel)
    - Eretria – Ερέτρια – 4.166 Einwohner
    - Gerondas – Γέροντας – 4 Einwohner
    - Magoula – Μαγούλα – 1.063 Einwohner
    - Malakonda – Μαλακώντα – 1.097 Einwohner